# Якха (мова)
Якха — тибето-бірманська мова, якою розмовляють представники народу якха на території Непалу і Сіккіму (Індія).